# 馬爾圖西夫卡
50°18′33″N 30°51′35″E / 50.30917°N 30.85972°E
馬爾圖西夫卡（烏克蘭語：Мартусівка）是位於烏克蘭北部的村莊，由基辅州鲍里斯皮尔区的霍拉市鎮負責管轄。該村始建於1926年，面積2.2平方公里，海拔高度118米，2001年人口1,024，人口密度每平方公里466.1人。